# Cassanha (Alta Garona)
Cassanha (oficialment Cassagne) és un municipi occità de Gascunya, situat al departament de l'Alta Garona, a la regió Occitània.